# 5683 Біфукумонін
5683 Біфукумонін (5683 Bifukumonin) — астероїд головного поясу, відкритий 19 жовтня 1990 року.
Тіссеранів параметр щодо Юпітера — 3,621.